# Златото на Маккена
„Златото на Маккена“ (на английски: Mackenna's Gold) е американски приключенски филм от 1969 г., уестърн. Режисиран е от Джей Лий Томпсън с участието на Грегъри Пек, Омар Шариф, Илай Уолък и други. Музиката (песента "О, лешояде!") е на Куинси Джонс.

## Сюжет
„Златото на Маккена“ се основава на романа със същото заглавие от Хек Алън, който използва псевдонима Уил Хенри, разказващ за корумпиращата сила на златото, на която става жертва по-голямата част от разнообразна група хора, които тръгват да търсят легендарно съкровище, скрито в стари времена сред пустинята Сонора от апахите и за което те вярват, че принадлежи на духовете на предците на племето - те допускат търсачите, които са достойни да го намерят, да достигнат до него и да го видят, но никой който го докосне не излиза жив от вълшебната долина (всъщност се пази от група войни, които избиват и осакатяват пришълците, а при нужда са инструктирани и да разрушат мястото за да затруднят отнемането му). Все пак един от последните открили го оцелява, но ослепява и е намерен скитащ се в бедственото положение много след изчезването си. Оттам идва легендата за "Имането на Изгубения Адамс" („Lost Adams Digings“).
Основната част от новите търсачи на съкровището са банда разбойници, мнозина от които - индианци, предвождани от зъл и безскрупулен, но много весел и чаровен мексикански бандит, известен като Колорадо (в ролята - Омар Шариф). Пътьом той пленява младо момиче (в ролята е Камила Спарв), за което мисли, че е съпругата на възрастния местен съдия, но всъщност тя му е дъщеря. След убийството на стареца, тя е в ръцете му, но той я заделя за основния си (и също принуден към това) помощник в начинанието - шерифът (игран от Грегъри Пек), който отговаря за околните земи, заклет комарджия, който се опитва да се отърве от порока си и който е, както приятел на съдията, така и бивш член на бандата на Колорадо. Бандитът има и друга причина да не посяга на момичето - поддържа връзка с любовница-индианка, която все още е влюбена в шериф Маккена, чиято изгора е била преди. Тя вижда увлечението на бившия си любовник по бялата и на няколко пъти се опитва да причини смъртта й. Самият Колорадо също би я убил, ако би разбрал коя е - от омраза към съдията, но в същото време ревността на индианката за него е още едно средство да държи пленниците си в подчинение, макар тя да е заплаха и за него.
Шерифът има карта, подарена му от стар шаман на апахите, за която бандитът вярва, че показва мястото на съкровището и пътя, към входа за него. Освен това шерифът вече е бил по тези места (наричани Пеещите скали), но нищо не е открил, защото не е успял да се ориентира за прохода, сред скалите, водещ към затворена долина, в която именно е златото. Той се съгласява да заведе групата дотам, с намерението някак да спаси и да освободи девойката, но и с надеждата да да не се стигне до откриване на златото, защото му е ясно - Колорадо се интересува от спътниците си (към тях се присъединяват по разни причини още много хора) само доколкото могат да му послужат да стигне до съкровището, но дойде ли до делене - смята да не дели с никого. За да остане само той, другите трябва да умрат.
Златото е намерено, а всички опасения на шерифа се оказват съвсем основателни, но в края на краищата той и момичето значително забогатяват, при все че успяват да вземат само малка част от него и оттогава съкровището започва да се нарича "Златото на Маккена".

## В ролите
| Актьор             | Роля                   |
| ------------------ | ---------------------- |
| Грегъри Пек        | Шериф Сам Маккена      |
| Омар Шариф         | Джон Колорадо          |
| Тели Савалас       | Сержант Тибс           |
| Камила Спарв       | Инга Бергеман          |
| Кийън Уин          | Санчес                 |
| Джули Нюмар        | Хеш-Ке                 |
| Тед Касиди         | Хачита                 |
| Лий Джей Коб       | Редакторът             |
| Реймънд Маси       | Проповедникът          |
| Бърджис Мередит    | Магазинер              |
| Антъни Куейл       | Възрастният англичанин |
| Едуард Г. Робинсън | Стария Адамс           |
| Илай Уолък         | Бен Бейкър             |
| Едуардо Чианели    | Прерийното куче        |
| Дик Пийбоди        | Авиля                  |

## Рецензия
Филмът е неуспешен в Северна Америка, но се превръща в голям успех в чужбина, по-специално в региони като Съветският съюз, Централна Азия и Индия.